# Parlament autonòmic
Un parlament autonòmic o assemblea legislativa és la cambra de representació legislativa de cadascuna de les comunitats autònomes a Espanya. Són fruit del desenvolupament del Títol VIII de la Constitució Espanyola de 1978 que regula l'organització territorial de l'estat espanyol.
Cada parlament autonòmic està format pels representants triats a les eleccions autonòmiques que tenen lloc en cada comunitat conjuntament amb les eleccions municipals (excepte aquelles “regions històriques” que han accedit a l'autonomia a través de l'article 143). Com a òrgan legislatiu autònom, elabora lleis autonòmiques. En cas que afectin a altres comunitats o a l'estat central, aquestes es poden tramitar d'una forma indirecta a les Corts Generals, com a proposició de llei.
Els estatuts d'autonomia, regulats per la Constitució, estableixen quines competències són pròpies de cada Comunitat Autònoma, i són el màxim cos normatiu per a les regions corresponents. Així, les comunitats tenen competències sobre àrees d'educació, sanitat, etc. No obstant això, hi ha altres sectors que són de competència exclusiva de l'Estat. Així, per exemple, l'administració perifèrica de l'estat regula els aeroports o ports, convivint amb l'administració autonòmica. Encara que això pot canviar amb l'aprovació dels nous estatuts d'autonomia.

## Sistema electoral autonòmic
Les eleccions autonòmiques es realitzen mitjançant sufragi universal, lliure, igual, directe i secret i segueixen un sistema electoral proporcional corregit, com el Congrés dels Diputats, i tracta d'assegurar la representació de les diferents zones del territori de la comunitat autònoma.
Els Estatuts autonòmics o altres lleis autonòmiques han establit la fórmula D'Hondt per a atribuir els escons i han establit la barrera electoral mínima, variant de comunitat a comunitat.

## Ciutats autònomes
Totes les comunitats autònomes tenen el seu propi parlament, llevat de les ciutats autònomes de Ceuta i Melilla, amb el benentès que no són comunitats autònomes per bé que gaudeixen d'un estatus sui generis. El 1995 es va aprovar a les Corts Generals (parlament) un estatut específic, que encara que no els concedeix capacitat legislativa (principal diferència amb les Comunitats Autònomes), sí que els permet proposar en les Corts les iniciatives legislatives que considerin oportunes.

### Comunitats autònomes
| Comunitat         | Parlament                              | Seu     | Seu                                   | Seu                      | Membres | Presidència             | Presidència      |
| Comunitat         | Parlament                              | Edifici | Nom                                   | Ciutat                   | Membres | Titular                 | Llista           |
| ----------------- | -------------------------------------- | ------- | ------------------------------------- | ------------------------ | ------- | ----------------------- | ---------------- |
| Andalusia         | Parlament d'Andalusia                  |         | Hospital de les Cinc Llagues          | Sevilla                  | 109     | Jesús Aguirre           | PP-A             |
| Aragó             | Corts d'Aragó                          |         | Palau de la Aljafería                 | Saragossa                | 67      | Marta Fernández         | Vox              |
| Astúries          | Junta General del Principat d'Astúries |         | Edifici de la Junta General           | Oviedo                   | 45      | Juan Cofiño             | FSA-PSOE         |
| Illes Canàries    | Parlament de Canàries                  |         | Seu del Parlament de Canàries         | Santa Cruz de Tenerife   | 70      | Astrid Pérez            | PP Canàries      |
| Cantàbria         | Parlament de Cantàbria                 |         | Hospital de Sant Rafael               | Santander                | 35      | María José González     | PP Cantàbria     |
| Castella La-Manxa | Corts de Castella-La Manxa             |         | Convent de Sant Gil                   | Toledo                   | 33      | Pablo Bellido           | PSCM-PSOE        |
| Castella i Lleó   | Corts de Castella i Lleó               |         | Seu de les Corts de Castella i Lleó   | Valladolid               | 81      | Carlos Pollán           | Vox              |
| Catalunya         | Parlament de Catalunya                 |         | Palau del Parlament de Catalunya      | Barcelona                | 135     | Anna Erra               | Junts            |
| Madrid            | Assemblea de Madrid                    |         | Seu de l'Assemblea de Madrid          | Madrid                   | 136     | Enrique Ossorio         | PPCM             |
| País Valencià     | Corts Valencianes                      |         | Palau de Benicarló                    | València                 | 99      | Llanos Massó            | Vox              |
| Extremadura       | Assemblea d'Extremadura                |         | Hospital de Sant Joan de Deu          | Mèrida                   | 65      | Blanca Martín           | PSOE-Extremadura |
| Galícia           | Parlament de Galícia                   |         | Pazo de l'Horri                       | Santiago de Compostel·la | 75      | Miguel Ángel Santalices | PPdeG            |
| Balears           | Parlament de les Illes Balears         |         | Antic Cercle Mallorquí                | Palma                    | 59      | Gabriel Le Senne        | Vox              |
| La Rioja          | Parlament de La Rioja                  |         | Convent de la Mercè                   | Logronyo                 | 33      | Marta Fernández         | PP La Rioja      |
| Navarra           | Parlament de Navarra                   |         | Seu del Parlament de Navarra          | Pamplona                 | 50      | Unai Hualde             | GBai             |
| País Basc         | Parlament Basc                         |         | Antic Institut Ramiro de Maeztu       | Vitòria                  | 75      | Bakartxo Tejeria        | EAJ-PNV          |
| Múrcia            | Assemblea Regional de Múrcia           |         | Seu de l'Assemblea Regional de Múrcia | Cartagena                | 45      | Visitación Martínez     | PPRM             |

### Ciutats autònomes
| Ciutat  | Parlament            | Seu     | Seu                             | Seu     | Membres | Presidència       | Presidència   |
| Ciutat  | Parlament            | Edifici | Nom                             | Ciutat  | Membres | Titular           | Llista        |
| ------- | -------------------- | ------- | ------------------------------- | ------- | ------- | ----------------- | ------------- |
| Ceuta   | Assemblea de Ceuta   |         | Palau de l'Assemblea de Ceuta   | Ceuta   | 25      | Juan Jesús Vivas  | PPdeCeuta     |
| Melilla | Assemblea de Melilla |         | Palau de l'Assemblea de Melilla | Melilla | 25      | Juan José Imbroda | PP de Melilla |